# Ten (álbum de Gabriella Cilmi)
Ten é o segundo álbum de estúdio da cantora australiana Gabriella Cilmi. Foi lançado dia 22 de Março de 2010, o álbum é promovido pelo seu single de estreia, "On a Mission" e marca um retrocesso ao ano 1980 pela cantora.

## Concepção
De acordo com Cilmi, o álbum incluirá "muita música funk e groove, misturada com pop e R&B" bem como "algumas mais sexy".
Para a produção do trabalho, a cantora colaborou com Greg Kurstin, The Invisible Men e Dallas Austin, bem como com a Xenomania na canção Hearts Don't Lie, cuja é comparada com uma canção da banda Bee Gees. A faixa "Love Me 'Cause You Want To" é a canção em que Gabriella sente mais orgulho, devido ao ter sido produzida junto com a sua banda.

## Singles
- O primeiro single do álbum, "On a Mission", foi lançado em 8 de Março de 2010 no Reino Unido.[4] É acompanhado por um vídeo que custou £250,000, homenageando Barbarella.[2][3]

## Alinhamento de faixas
| N.º | Título                    | Duração |  |
| 1.  | "On a Mission"            |         |  |
| 2.  | "Hearts Don't Lie"        |         |  |
| 3.  | "What If You Knew"        |         |  |
| 4.  | "Love Me Cos You Want To" |         |  |
| 5.  | "Defender"                |         |  |
| 6.  | "Robots"                  |         |  |
| 7.  | "Superhot"                |         |  |
| 8.  | "Boys"                    |         |  |
| 9.  | "Invisible Girl"          |         |  |
| 10. | "Glue"                    |         |  |
| 11. | "Let Me Know"             |         |  |
| 12. | "Superman"                |         |  |